# Teoretické patro
Teoretické patro je pojem chemického inženýrství, který popisuje dělicí účinnost kolony.
U patrových kolon je počet teoretických pater prakticky shodný s počtem skutečných pater kolony. U kolon náplňových lze výšku ekvivalentní teoretickému patru určit výpočtem nebo pokusem (např. vyhodnocením výsledku destilace nebo absorpce známé směsi).